# Pomnik Konstytucji 3 Maja w Zielonej Górze
Pomnik Konstytucji 3 Maja w Zielonej Górze – pomnik dłuta zielonogórskiego artysty Stanisława Pary (1934-2010) odsłonięty w Zielonej Górze w 1981.

## Lokalizacja
Pomnik usytuowany jest przy al. Konstytucji 3 Maja na skraju parku gen. Józefa Sowińskiego w Zielonej Górze.

## Opis pomnika
Pomnik powstał z okazji 190. rocznicy uchwalenia Konstytucji 3 Maja. Składa się z pionowo połączonych ze sobą prostokątnych płyt. W 2010 r. nieznani sprawcy oderwali mosiężne litery, wykonano wtedy nowe czarne tablice. Na górnej płycie umieszczony został wizerunek orła w koronie, poniżej, na płycie środkowej, umieszczono tablicę o treści " KONSTYTUCJA 3 MAJA ŚWIADECTWEM MĄDROŚCI NASZEGO NARODU" oraz datę 1791 – 1981.